# Antedon incommoda
Antedon incommoda is een haarster uit de familie Antedonidae.
De wetenschappelijke naam van de soort werd in 1888 gepubliceerd door Francis Jeffrey Bell.